# Кастелделмонте (Терни)
Кастелделмонте је насеље у Италији у округу Терни, региону Умбрија.
Према процени из 2011. у насељу је живело 46 становника. Насеље се налази на надморској висини од 644 м.